# Weishi
La familia Weishi (WS; chino: 卫士; literalmente 'Guardian') de sistemas de lanzadores de cohetes múltiples fue desarrollada principalmente por Sichuan Aerospace Industry Corporation (SCAIC, también conocida como Base 062) en Chengdu, China. Los sistemas incluyen el WS-1 de 302 mm (11,9 pulgadas) (100 km (62 mi; 54 nmi)), el WS-1B mejorado de 302 mm (11,9 pulgadas) (180 km (110 mi; 97 nmi)), el 122 mm (4,8 pulgadas), WS-1E (40 km (25 mi; 22 nmi)), el WS-2 de 400 mm (16 pulgadas) (200 km (120 mi; 110 nmi)), así como muchos otros modelos. El sistema de armas de la serie WS-1 no entró en servicio del EPL y tiene pedidos de Tailandia. Es posible que el WS-2 finalmente tenga servicio PLA en el futuro. Vale la pena señalar que, aunque comparten el mismo nombre, existen otros desarrolladores para diferentes modelos de lanzadores múltiples de cohetes (MRL) de la serie Weishi además del desarrollador principal SCAIC.

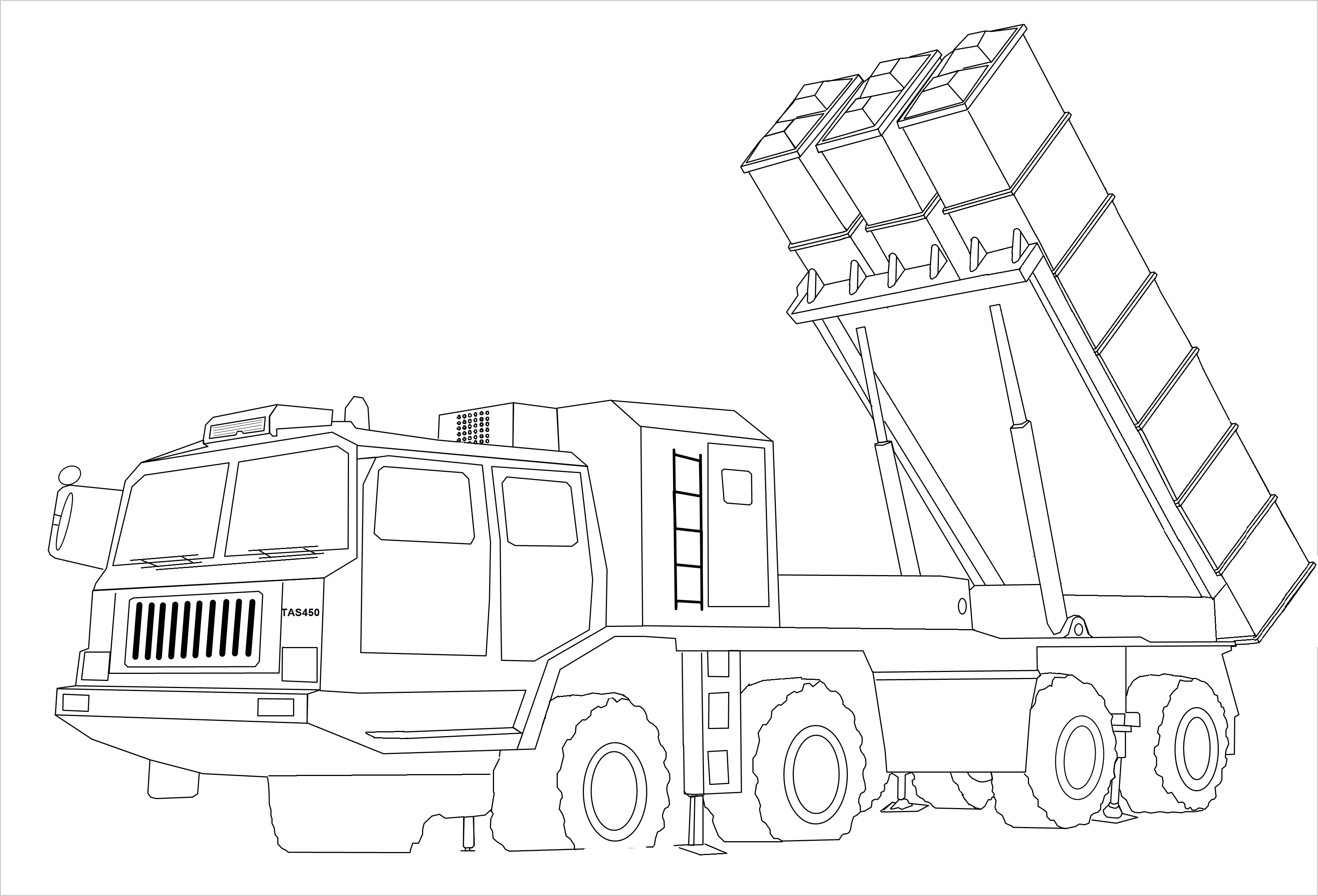
Weishi WS-2D

China Aerospace Long-March International ALIT (CASC) ha publicado una tabla que muestra el alcance de la mayoría de los cohetes WS. Hay cohetes guiados, no guiados y guiados de precisión.